# Новое Киркино
Новое Киркино — село Грязновского сельского поселения Михайловского района Рязанской области России.

## Общие сведения

### Население
| 1859 | 1906 | 2007 | 2010 |
| ---- | ---- | ---- | ---- |
| 439  | ↘252 | ↘19  | ↘13  |

### Климат
Климат умеренно континентальный, характеризующийся тёплым, но неустойчивым летом, умеренно-суровой и снежной зимой. Ветровой режим формируется под влиянием циркуляционных факторов климата и физико-географических особенностей местности. Атмосферные осадки определяются главным образом циклонической деятельностью и в течение года распределяются неравномерно.
Согласно статистике ближайшего крупного населённого пункта — г. Рязани, средняя температура января −7.0 °C (днём) / −13.7 °C (ночью), июля +24.2 °C (днём) / +13.9 °C (ночью).
Осадков около 553 мм в год, максимум летом.
Вегетационный период около 180 дней.

## История
Село Новое Киркино упоминается в переписной книге И. С. Сытина за 1646 год.
В начале XVIII века Киркино вотчина начальника Посольского приказа, брата царицы Н. К. Нарышкиной боярина Л. К. Нарышкина (1664—1705) и его матери вдовы А. Л. Нарышкиной (ум. 1702/06).
В середине второй половины XVIII века усадьба принадлежала тверскому вице-губернатору бригадиру В.Л. Карабанову (1738—1774), женатому на А.Г. Кисловской (1753—1791) и затем их сыну коллекционеру русских древностей премьер-майору П. Ф. Карабанову (1767—1851), женатому на княжне В.И. Гагариной.
В середине XIX века усадьбой владел статский советник Г.С. Хомутов.
До построения сельской церкви деревня Новое Киркино входила в состав прихода села Старое Киркино.

## Церковь Воскресения Христова

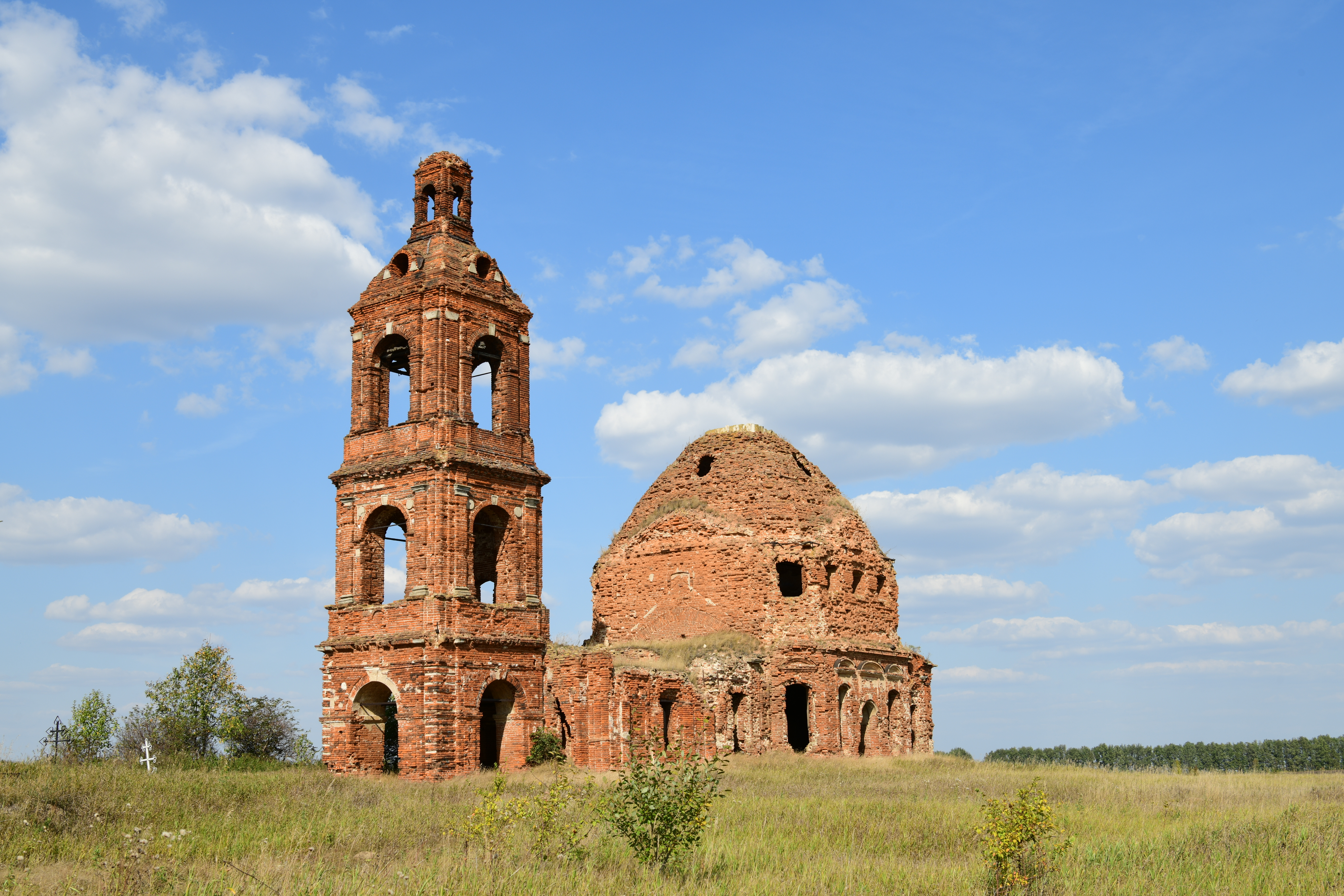
Воскресенская церковь. 2019 год

Первый храм в Новом Киркине был построен в начале XVIII века и был посвящён Покрову Пресвятой Богородицы.
В окладной книге за 1704 год написано: «освящена та Покровская церковь в Великий пост и впервые обложена данью 10 августа 1705 года».
За новопостроенной церковью числилось 4 десятины земли в поле и сенных покосов на 10 копен.
Притч храма состоял из одного священника и одного псаломщика.
В приходе было 73 двора, в числе которых значится двор вотчинного боярина Л. К. Нарышкина.
У его матери, вдовы Анны Леонтьевны, числилось 60 крестьянских и 10 бобыльских дворов.
Здание старой церкви простояло 40 лет и пришло в негодность.
Поэтому встал вопрос о построении нового храма.
8 мая 1744 года церковное руководство прислало благословенную грамоту на сооружение в селе Новое Киркино на старом кладбище новой церкви с прежним названием.
Видимо, новый храм, как и предыдущий, был деревянным, поскольку он простоял всего 20 лет и стал рушиться.
Житель села новое Киркино Ф. Г. Карабанов на свои средства начал строительство нового каменного храма. Освящение состоялось в 1764 году.
Новый храм стал называться Воскресенским, при нём был устроен придел в честь Покрова Пресвятой Богородицы. Новый Воскресенский храм был приписан к селу Старое Киркино.
Ему выделили церковной 3 десятины пахотной земли и 33 десятины луговой земли.
Ныне новокиркинская церковь закрыта и заброшена.